# Owocówka jabłkóweczka
Owocówka jabłkóweczka (Cydia pomonella syn. Carpocapsa pomonella, Laspeyresia pomonella) – motyl z rodziny zwójkowatych, którego gąsienice są groźnymi szkodnikami jabłoni i grusz. Może także żerować na pigwie, orzechu włoskim, głogu, moreli, brzoskwini i czereśni. Szeroko rozpowszechniona w Europie, zawleczona do Ameryki Północnej.

## Wygląd
Owady dorosłe to motyle o przednich skrzydłach brunatnopopielatych z kilkoma złocistymi paskami, określanymi jako lusterka, i tylnych skrzydłach oliwkowo-popielatych. Samice maja rozpiętość skrzydeł 20 mm, a samce 16 mm. Jaja są prawie okrągłe, zaostrzone na końcu, tuż po złożeniu perłowe, opalizujące. Larwy mają początkowo żółtokremową barwę, później są różowawe, ponadto u starszych gąsienic na ciele widoczne są szare brodawki. Poczwarka ma około 12 mm długości, jest brązowa, ukryta pod korą drzewa.

## Szkodliwość
Białoróżowe gąsienice o długości ok. 15 mm wgryzają się do środka owoców, wygryzając miąższ i powodując przedwczesne ich opadanie. 

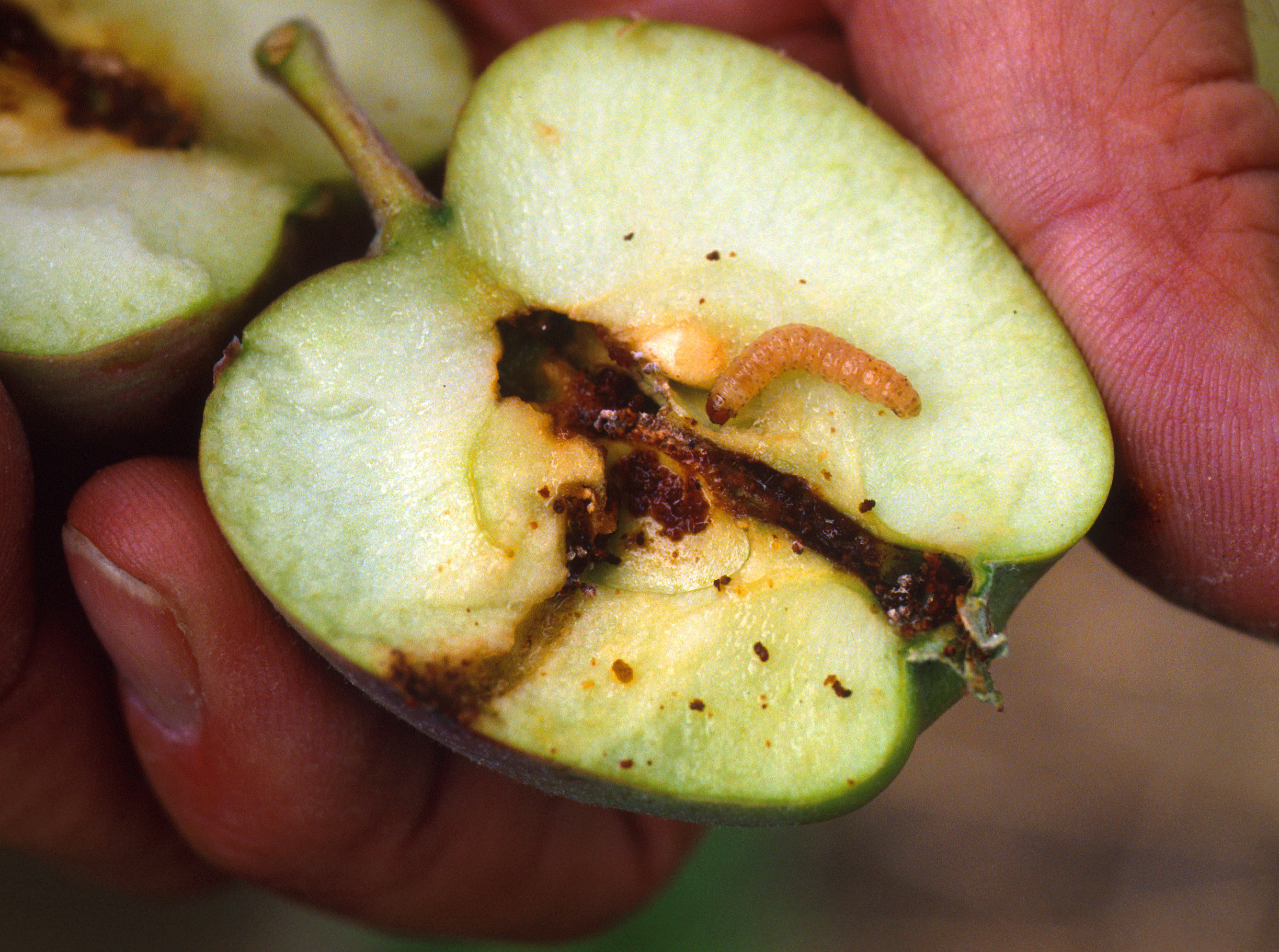
Gąsienica i ślady jej żerowania w jabłku

Jest to jeden z najgroźniejszych szkodników, gdyż potrafi doszczętnie zalarwić wszystkie owoce w sadzie w bardzo krótkim czasie. 